# Werner Glimm
Werner Wilhelm Carl Christian Glimm (* 11. September 1886 in Magdeburg, Deutsches Reich; † unbekannt) war ein deutscher Eishockeyspieler, der zwischen 1909 und 1922 beim Berliner Schlittschuhclub aktiv war und mit diesem mehrfach Deutscher Meister wurde. mit der deutschen Nationalmannschaft gewann er insgesamt fünf Medaillen bei Europameisterschaften.

## Karriere
Werner Glimm, in manchen Quellen auch Wilhelm Glimm genannt, war ein deutscher Eishockeyspieler, der mindestens ab 1909 für den Berliner Schlittschuhclub spielte. Zwischen 1912 und 1914 wurde er dreimal in Folge deutscher Meister und nahm darüber hinaus an einer Vielzahl internationaler Turniere teil. Als beste deutsche Mannschaft vertrat der Berliner Club das Deutsche Reich in den 1910er Jahren bei Europameisterschaften. Dabei gewann Glimm mit seiner Mannschaft 1910, 1911 und 1914 die Silbermedaille sowie 1913 die Bronzemedaille. Das Ergebnis der Europameisterschaft 1912 wurde nachträglich annulliert. 
1920 und 1921 gewann er mit dem Berliner SchC zwei weitere Meistertitel, ehe er seine Karriere um 1922 beendete.
Werner Glimm war Geschäftsführer einer Firma.

## Erfolge und Auszeichnungen
- 1910 Silbermedaille bei der Europameisterschaft
- 1911 Silbermedaille bei der Europameisterschaft
- 1912 Deutscher Meister mit dem Berliner Schlittschuhclub
- 1912 Silbermedaille bei der Europameisterschaft (annulliert)
- 1913 Deutscher Meister mit dem Berliner Schlittschuhclub
- 1913 Bronzemedaille bei der Europameisterschaft
- 1914 Deutscher Meister mit dem Berliner Schlittschuhclub
- 1914 Silbermedaille bei der Europameisterschaft
- 1920 Deutscher Meister mit dem Berliner Schlittschuhclub
- 1921 Deutscher Meister mit dem Berliner Schlittschuhclub

## Karrierestatistik
(Legende zur Spielerstatistik: Sp oder GP = absolvierte Spiele; T oder G = erzielte Tore; V oder A = erzielte Assists; Pkt oder Pts = erzielte Scorerpunkte; SM oder PIM = erhaltene Strafminuten; +/− = Plus/Minus-Bilanz; PP = erzielte Überzahltore; SH = erzielte Unterzahltore; GW = erzielte Siegtore; 1 Play-downs/Relegation; Kursiv: Statistik nicht vollständig)